# Ptenopus carpi
Ptenopus carpi är en ödleart som beskrevs av  Brain 1962. Ptenopus carpi ingår i släktet Ptenopus och familjen geckoödlor. Inga underarter finns listade i Catalogue of Life. Artepitet i det vetenskapliga namnet hedrar Bernhard Carp från Nederländerna som levde i regionen och som gav pengar för expeditioner.
Denna geckoödla förekommer i västra och nordvästra Namibia nära havet. Den lever i låglandet och i kulliga landskap upp till 300 meter över havet. Exemplaren är nattaktiva och de vilar på dagen i självgrävda jordhålor. Habitatet utgörs av öknar. Hannar har läten som används under parningstiden. Honor lägger ägg.
För beståndet är inga hot kända och hela populationen bedöms som stabil. IUCN listar arten som livskraftig (LC).